# Bonfol
Bonfol (antiguamente en alemán Pumpfel) es una comuna suiza del cantón del Jura, situada en el distrito de Porrentruy. El pueblo se encuentra en el valle de Vendline, muy cerca de la frontera con Francia.

## Historia
En los años 50, 60 y 70, Suiza acogió a muchos inmigrantes llegados de diversos sitios de Europa, en su mayoría italianos, franceses y españoles. Muchos de ellos fueron a pueblos como este u otros de la zona. El pueblo tenía muchas fábricas donde trabajaban los inmigrantes. También al principio del pueblo está la estación del tren, que hacía el recorrido entre Porrentruy y Bonfol. 
A un lado del pueblo esta la empresa RMB, cerca de la escuela. En el centro del pueblo se encuentra la commune o ayuntamiento, lugar en que se reúnen los habitantes para discutir los problema de la comuna. En frente de él, la croix federale (Cruz Federal), un hotel restaurante y bar donde se reunía la gente los domingos después de ir a misa.
Y a las afueras de Bonfol la CISA, la empresa más grande del pueblo y la serrería.
Hasta el año 1979 Bonfol formó parte del cantón de Berna, en la denominada zona del Jura bernés. Debido a las diferencias lingüísticas con el resto del cantón, en la región se iba arraigando un nacionalismo del Jura. En 1977 tras un referendo para decidir la segregación del Jura del cantón de Berna, la comuna decide unirse al nuevo cantón.

## Geografía
Bonfol está situada a 432 metros de altura en el valle de Vendline y tiene una superficie de 1.359 ha. La comuna limita al norte con Beurnevésin y Pfetterhouse (FR-68), al este con Courtavon (FR-68), al sur con Vendlincourt, y al oeste con Damphreux.

## Religión

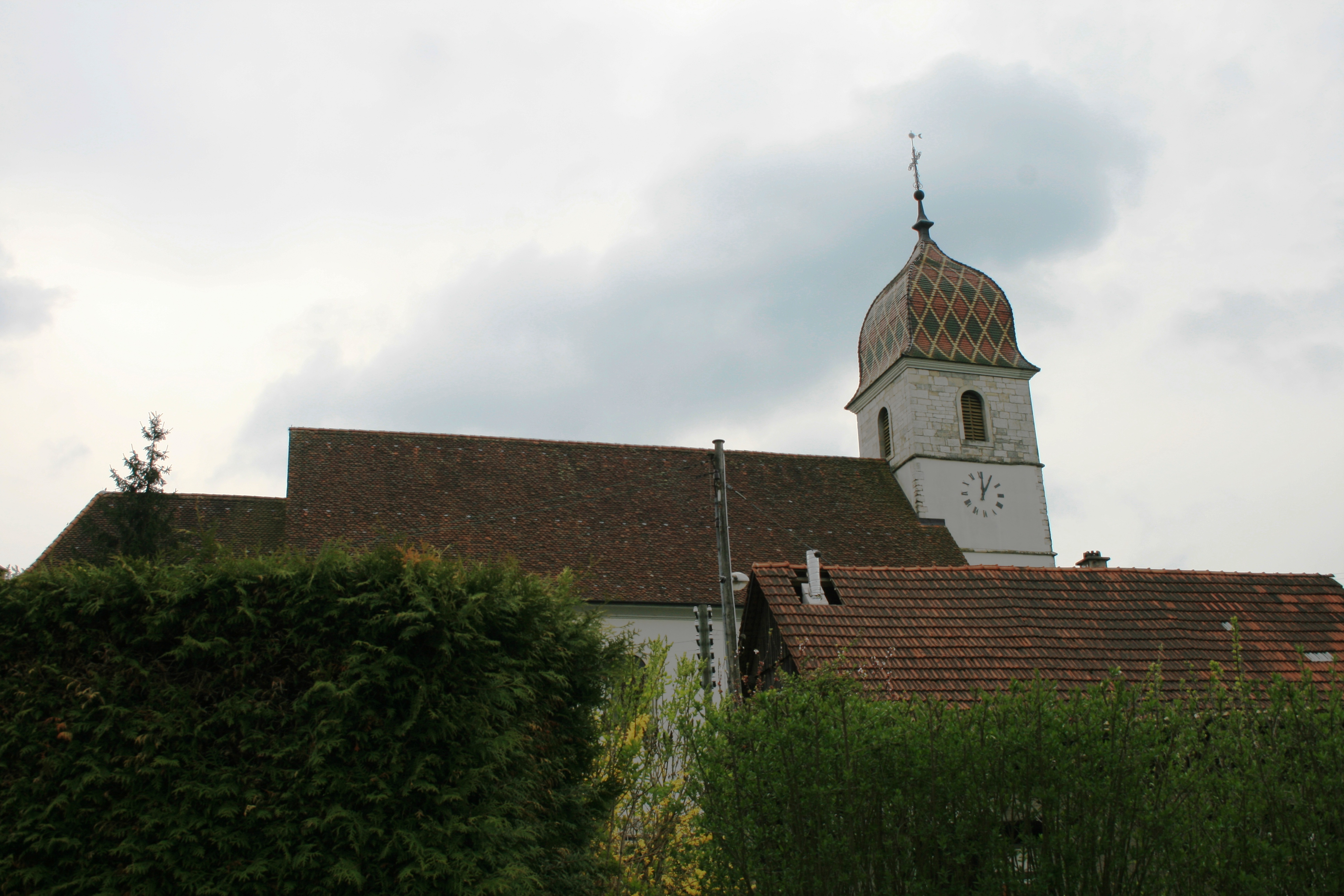
Iglesia de Bonfol.

Los habitantes de Bonfol son mayoritariamente de religión católica. Su iglesia se encuentra situada en el centro del pueblo. Algunos habitantes de la comuna son protestantes, también tienen una iglesia situada en la entrada del pueblo justo al lado de la estación. Tienen una estatua del patrón del pueblo a las afueras llamada San Fremón.

## Personajes ilústres
- Louis Chevrolet (1878-1941), piloto y creador de automóviles.
- Laurent Bourgnon, navegador francés.
- François Lachat (1942), político del cantón del Jura.
- Bernard Müller (1953) y Jacques Müller (1947), creadores del reloj Swatch.
- Odilo Pérez (1958), Showman Gallego

## Deporte
Bonfol cuenta con un equipo de fútbol llamado FC Bonfol.

## Ciudades hermanadas
- Beurnevésin (desde 1988)[2]
- Pfetterhouse (desde 1988).[2]
- Bonzea (padrinazgo)